# Маестрело (Перуђа)
Маестрело је насеље у Италији у округу Перуђа, региону Умбрија.
Према процени из 2011. у насељу је живело 154 становника. Насеље се налази на надморској висини од 288 м.